# 길고 긴 여름날
《길고 긴 여름날》(The Long, Hot Summer)은 미국에서 제작된 마틴 리트 감독의 1958년 드라마 영화이다. 윌리엄 포크너의 여러 작품들, 즉 1931년 소설 Spotted Horses, 1939년 단편 스토리 Barn Burning, 1940년 소설 The Hamlet에 부분적으로 기반을 둔다. 폴 뉴먼 등이 주연으로 출연하였고 제리 워드 등이 제작에 참여하였다.
1958년 칸 영화제에서 뉴먼은 남우주연상을 받았다.

## 출연

### 주연
- 폴 뉴먼
- 조앤 우드워드

### 조연
- 안소니 프란시오사
- 오손 웰즈
- 리 레믹
- 안젤라 랜즈베리
- 리차드 앤더슨
- 조지 던
- 사라 마셜
- 마벨 알버트슨
- 제스 커크패트릭
- J. 팻 오말리
- 윌리엄 월커

## 기타
- 원작자: 윌리엄 포크너
- 미술: 모리스 랜스포드
- 미술: 라일 R. 휠러
- 의상: 애들 팰머